# Gabby Hartnett
Charles Leo Hartnett, soprannominato "Gabby" (Woonsocket, 20 dicembre 1900 – Park Ridge, 20 dicembre 1972), è stato un giocatore di baseball e allenatore di baseball statunitense che ha giocato nel ruolo di ricevitore nella Major League Baseball (MLB). È entrato nella National Baseball Hall of Fame nel 1955.

## Carriera
Hartnett disputò la quasi totalità della sua carriera nella Major League Baseball come ricevitore per i Chicago Cubs dal 1922 al 1940. Giocò la sua ultima stagione come giocatore-manager dei New York Giants nel 1941. Dopo il ritiro, rimase nel mondo del baseball come allenatore e manager nelle minor league.
Hartnett fu un giocatore completo, giocando ad alti livelli sia in attacco che in difesa. Noto per il suo braccio preciso, guidò regolarmente i catcher della National League in percentuale di caught stealing e fu il primo ricevitore della major league a battere più di 20 fuoricampo in una stagione. Nel corso della sua carriera, Hartnett prese parte ad alcuni dei momenti più memorabili della storia della Major League Baseball: nelle World Series del 1932 quando Babe Ruth indicò il punto dove avrebbe battuto un fuoricampo, nel 1934 quando Carl Hubbell durante l'All-Star Game mandò strikeout consecutivamente cinque futuri Hall of Famer (Babe Ruth, Lou Gehrig, Jimmie Foxx, Al Simmons e Joe Cronin) e durante l'infortunio che cambiò la carriera di Dizzy Dean nell'All-Star Game del 1937. Il momento più celebre della carriera di Hartnett giunse però a una settimana dal termine della stagione 1938, quando batté il fuoricampo della vittoria nella parte bassa del nono inning che diede ai Cubs il primo posto in classifica. Quell'evento, accaduto mentre stava calando l'oscurità al Wrigley Field, divenne noto come Homer in the Gloamin' ("il fuoricampo al tramonto").
Prima dell'avvento di Johnny Bench, Hartnett era considerato il miglior ricevitore nella storia della National League. Fu convocato per sei All-Star Game e disputò per quattro volte World Series durante la sua carriera, venendo inoltre premiato come MVP della National League nel 1935 quando batté con. 344. Al momento del ritiro, Hartnett deteneva i record in carriera per un catcher in home run, punti battuti a casa, valide, doppi e gare giocate. Il suo. 354 in battuta del 1937 fu la migliore media di un battitore della MLB per 60 anni fino al 1997, quando Mike Piazza chiuse con un. 362.

## Palmarès
- MVP della National League: 1

1935
- MLB All-Star: 6

1933–1938